# Papua Nya Guinea i olympiska sommarspelen 2000
Papua Nya Guinea deltog i de olympiska sommarspelen 2000 med en trupp bestående av fem deltagare, två män och tre kvinnor, men ingen av landets deltagare erövrade någon medalj.

## Friidrott
Herrarnas 400 meter häck
- Mowen Boino
  1. Omgång 1 - 51.38 (gick inte vidare)

Damernas 400 meter
- Ann Mooney
  1. Omgång 1 - 55.55 (gick inte vidare)